# Distributivita
Distributivita je v matematice, zejména v algebře, vlastnost binární operace vůči jiné binární operaci, říkající, že můžeme tuto operaci distribuovat přes jinou operaci. Je zobecněním běžné distributivity násobení vůči sčítání čísel, kdy můžeme roznásobit sčítání.

## Definice
Binární operace {\displaystyle *} je na množině {\displaystyle S} distributivní vůči operaci {\displaystyle +}, jestliže pro každé {\displaystyle x}, {\displaystyle y} a {\displaystyle z} v {\displaystyle S} platí:
- {\displaystyle x*(y+z)=(x*y)+(x*z)};
- {\displaystyle (y+z)*x=(y*x)+(z*x)}.

## Příklady distributivity
Nejznámější příklady distributivní binárních operací je násobení (a ⋅ b) vůči sčítání (a + b) reálných čísel.
7 × (3 + 2) = 7 × 5 = 35 = 21 + 14 = (7 × 3) + (7 × 2)
Další ukázky distributivních binárních operací jsou například: násobení vůči sčítání komplexních čísel, násobení vektorů skalárem vůči jejich sčítání vektorů na vektorových prostorech, umocňování vůči násobení reálných nebo komplexních čísel (ovšem pouze zleva, zprava nikoliv – umocňování není komutativní operace).
Zvláštním příkladem je distributivita v Booleově algebře, neboť zde jsou dvě operace distributivní vůči sobě navzájem:
- {\displaystyle x\lor (y\land z)=(x\lor y)\land (x\lor z)};
- {\displaystyle x\land (y\lor z)=(x\land y)\lor (x\land z)}.